# Paul Gardy
Paul Gardy né le 11 août 1901 à Paris et mort le 26 octobre 1975 dans la province de Santa Fe en Argentine, est un général de brigade de l'Armée française et un commandant de la Légion étrangère. Il joue un rôle de premier plan lors du putsch des généraux et s'engage au sein de l'OAS à partir de 1961.

## Biographie

### Formation
Paul Gardy quitte l'École spéciale militaire de Saint-Cyr en 1923 avec le grade de sous-lieutenant. Il passe un an d'application à l'école de cavalerie de Saumur puis rejoint le 8e régiment de hussards.

### Campagne au Levant
Promu lieutenant, il est désigné pour le Levant en septembre 1925 et affecté, sur sa demande, au 4e escadron du 1er REC avec lequel il prend part aux colonnes de l'Hermon. Il s'y distingue notamment lors de la défense de la citadelle de Rachaya. Deux fois blessé et cité à l'ordre de l'armée, il est évacué. Affecté un temps au 12e régiment de cuirassiers, il revient en octobre 1926 au 1er escadron du 1er REC, dans la région de l'Euphrate.

### Affectations en Afrique du Nord
Avec son unité, il est envoyé à Boudnib au Maroc en 1927, puis à Sousse en Tunisie en août 1928. En juin 1929, le lieutenant Gardy passe au 3e escadron avec lequel il repart au Maroc, cercle de Rich. Il est ensuite détaché au 37e régiment d'aviation, à l'escadrille de Ouarzazate, avec laquelle il opère dans l'Atlas central, le Sagho et les confins du Draa. Il y obtient deux citations et il est nommé chevalier de la Légion d'honneur.
En 1931, il est affecté au 1er régiment de chasseurs d'Afrique, puis au 3e hussards. En 1932-1933, il suit la formation de lieutenant instructeur à Saumur puis rejoint le 1er REC à Sousse en octobre 1933, où il prend le commandement du 1er escadron. Capitaine en octobre 1934, il quitte le 1er REC en 1938 pour rejoindre l'École de guerre, après un court passage au 2e bataillon de dragons portés.

### Seconde Guerre mondiale
Il fait la Campagne de France (1940) à l'état-major de la 20e division d'infanterie, où il gagne une citation en juin 1940. Il rejoint rapidement l'Afrique du Nord où il est affecté au 4e régiment de spahis tunisiens. Chef d'escadron en juin 1941, il commande le 2e groupe d'escadron de ce régiment et prend part à la Campagne de Tunisie où il est cité à l'ordre de l'armée. Il est désigné ensuite comme chef du 3e bureau de la 1ère DB à partir de juillet 1943. Nommé commandant en second du 2e régiment de chasseurs d'Afrique en avril 1944, il participe avec lui à la Campagne de France (1944) où il se distingue lors de l'offensive en Haute-Alsace. Blessé à deux reprises, il est cité à l'ordre de l'armée et promu officier de la Légion d’Honneur.

### Commandements supérieurs

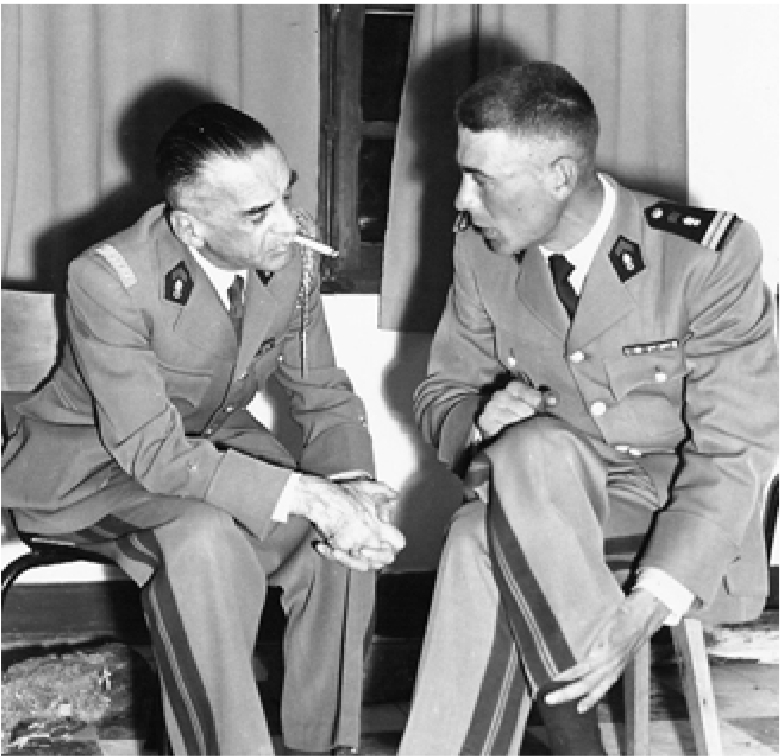
Le général Paul Gardy à Djelfa en 1959.

Lieutenant-colonel en janvier 1945, il est désigné comme instructeur à l'École d'état-major, puis attaché au cabinet militaire du général Koenig à Baden-Baden. À partir de mars 1946, il commande le 1er régiment de cuirassiers à Neustadt (Strasbourg). Colonel le 1er octobre 1947, il prend en juin 1948 les fonctions de chef d'état-major de la 1re division blindée, qu'il conserve jusqu'en février 1951. Il est alors nommé commandant de la subdivision de Tours. Il reçoit également la cravate de commandeur de la Légion d'honneur.
Désigné d'abord comme commandant en second du GALE (Groupement Autonome de la Légion Étrangère) à Sidi Bel Abbès le 15 septembre 1951, il en prend le commandement le 1er octobre. En 1955, il rejoint l'Allemagne comme adjoint au général commandant la 1re DB. Promu général de brigade en 1956, il est nommé inspecteur de la Légion étrangère le 31 juillet 1958 - à la suite du coup d'état du 13 mai.
En 1959, il est atteint par la limite d'âge et passe dans le cadre de réserve.

### Putsch des généraux
De sa résidence du Pays basque, aux abords de la frontière espagnole, il prend contact avec le général Raoul Salan lors du séjour de celui-ci à Saint-Sébastien et à Madrid, à la fin de 1960. Il est également présent lors de la première visite de Salan à Ramón Serrano Súñer, beau-frère du général Franco.
Le 1er janvier 1961, il publie dans la revue Carrefour un article dans lequel il écrit : « Si ne survient pas, s'il en est temps encore, un sursaut national pour s'opposer à l'abandon de l'Algérie, un problème grave entre bien d'autres se posera : celui du sort de la Légion étrangère, car on ne voit pas la place qui pourrait être faite à ce corps voué au service outre-mer dans l'armée future d'une France réduite à l'hexagone métropolitain. Je souhaite que le problème ainsi posé n'ait pas à être résolu. ».
Il participe à la préparation et à la réalisation du putsch des généraux en avril 1961. Partisan, tout comme le général Faure, d'une action concertée en Algérie et en France métropolitaine, il doit s'incliner face à la décision du général Challe de circonscrire la révolte à l'Algérie[source insuffisante].
Le 20 avril 1961, le général Gardy et le colonel Yves Godard voyagent clandestinement à bord d'un avion d'Air Algérie au départ de Marignane, grâce à de nombreuses complicités au sein de la compagnie aérienne. Arrivés à Alger en fin d'après-midi, ils se rendent au rendez-vous prévu initialement, mais personne ne les attend. Ils parviennent finalement à rentrer en contact avec le colonel Charles Lacheroy, mais le colonel Godard oublie sa mallette, papiers d'identité compris, dans un lieu public. Deux hôtesses d'Air Algérie parviennent à récupérer la valise compromettante juste avant que les passants n'appellent la police, ce qui aurait sans nul doute compromis la préparation du putsch, les autorités se rendant compte de la présence du colonel Godard.[réf. nécessaire].
Devant des carences importantes de préparation (Lacheroy est vraisemblablement dépassé par les évènements), le général Gardy décide de repousser le début du putsch la nuit du 21 avril au 22 avril, au lieu de la nuit du 20 avril au 21 avril comme prévu initialement. Le chef de corps du 1er REP, supposé être le fer de lance des putschistes, étant contre toute attente en permission en métropole, il revient à Paul Gardy de convaincre le commandant Hélie Denoix de Saint-Marc, commandant par intérim du régiment, de rencontrer le général Maurice Challe. De Saint-Marc accepte la rencontre, et est convaincu par son entrevue avec Challe le 21 avril[source insuffisante]. Le général Gardy enregistre l'annonce de la mise en place de l'état de siège en Algérie, message qui fera suite à la proclamation du général Challe, chef des putschistes. Il contribue également à faire amender cette proclamation pour y inclure la mention du général Raoul Salan, que Challe n'appréciait guère[réf. nécessaire].
Le putsch débute le 21 avril à minuit. Alger tombe sans coup férir. Dans la nuit, à la suite de renseignements faisant état que le seul général d'Oranie favorable au putsch est le général de Maison-Rouge (commandant la zone Ouest Sahara / Colomb Béchar), le général Gardy est dépêché à Oran par Challe avec ordre de faire pression sur le général Henri de Pouilly, chef du corps d'armée d'Oran, pour qu'il se joigne aux putschistes. Dans le cas contraire, Gardy doit le remplacer. « Et si les gens ne marchent pas, s’ils nous font obstacle, balayez-moi toute l’Oranie avec la Légion, sans hésiter. Gardy, si nous échouons, nous sommes foutus, mais surtout l’Algérie est foutue, la France est foutue. C’est la dernière chance. Allez, j’ai confiance en vous. A bientôt. » déclare le général Challe. Dans les plans établis initialement, le général de Pouilly devait céder la place à son adjoint, le général Lhermitte, favorable au putsch, mais ce dernier a déjà été muté et remplacé au moment où le putsch débute[réf. nécessaire].

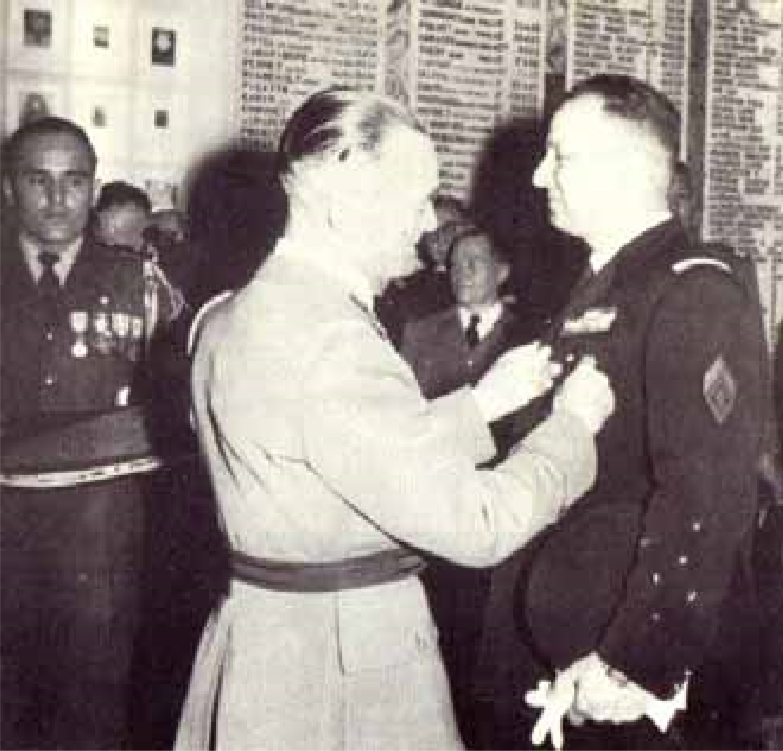
Le général Gardy remet au général Challe les galons de caporal d’honneur de la Légion étrangère.

Arrivé à Sidi Bel Abbès le 22 avril, le général Gardy ne parvient pas à s'assurer de l'appui inconditionnel du colonel Brothier (chef de corps du 1er régiment étranger, « maison mère » de la Légion) et part sans escorte armée vers Oran pour rencontrer le général de Pouilly. De Pouilly donne l'ordre de l'intercepter, mais fait machine arrière à la suite d'un coup de téléphone du général Challe qui lui intime l'ordre de rencontrer Gardy. La rencontre a finalement lieu et De Pouilly annonce au général Gardy qu'il est convaincu que le putsch sera un échec en raison de la disproportion de forces entre les putschistes et la France métropolitaine, et qu'il craint que faire tomber le gouvernement n’amène au pouvoir les communistes. Il atermoie et dit vouloir consulter ses subordonnés avant de prendre sa décision finale. Pendant ce temps-là, le général Gardy est rejoint par le colonel Argoud envoyé par Challe pour le seconder. Ils semblent enfin obtenir le ralliement total du 1er régiment étranger à Sidi Bel Abbès. Le général Gardy se résout à employer le 14e régiment de chasseurs parachutistes et le 18e régiment de chasseurs parachutistes, les troupes de choc du putsch, pour obtenir le ralliement de l'Oranie et la reddition de de Pouilly. Mais dans l'après-midi du 22 avril, le colonel Brothier et le colonel Argoud obtiennent de de Pouilly qu'il quitte ses fonctions et remette l'intégralité du commandement des forces de l'Oranie entre les mains des putschistes[réf. nécessaire].
Les modalités annoncées ne sont pourtant pas respectées : de Pouilly s'enfuit avec son cabinet militaire dans la nuit du 22 au 23 avril, et le général Gardy doit faire face dès le 23 avril à l'hostilité du général Clausse, commandant l'Armée de l'air en Oranie. Une grande partie du personnel de l'armée de l'air est opposée aux généraux rebelles, et c'est après beaucoup de tractations que Gardy parvient à obtenir de Clausse qu'il ne se ralliera pas aux troupes légalistes et interdira l'atterrissage d'avions gouvernementaux à l'aéroport de Es Sénia. Autre problème, l'amiral Querville, qui a échappé au coup de filet des putschistes à Alger dans la nuit du 21 avril, a pris le commandement de la Marine nationale d'Oran. Le général Gardy se rend donc à Mers el-Kébir pour le rencontrer. Querville est fermement opposé au putsch, mais il accepte de ne pas intervenir contre « le mouvement Challe » (les troupes rebelles)[réf. nécessaire]. De Pouilly, réapparu à Tlemcen, continue en fait à assumer le commandement en chef du Corps d'armée d'Oran et refuse de plier devant Gardy. Il organise un bastion de résistance gaulliste avec les préfets Guy et Plattrier et reste en contact avec Querville et Clausse[réf. nécessaire]. C'est dans l'après-midi du 23 avril que le capitaine Marcel Pompidou, aide de camp improvisé d'Argoud, découvre dans les papiers du général de Pouilly des directives gouvernementales (signées de la main de Michel Debré) relatives à l'application d'un cessez-le-feu unilatéral en Algérie à partir de mai 1961. Argoud fait immédiatement communiquer, par Pompidou, ces documents à l'état-major du général Challe, qui les fera publier dans L'Écho d'Alger du 24 avril pour prouver la volonté du gouvernement gaulliste de céder l'Algérie au FLN.
Les régiments parachutistes du colonel Pierre Lecomte (14e régiment de chasseurs parachutistes) et du colonel Georges Masselot (18e régiment de chasseurs parachutistes) arrivent à Oran le 23 avril en fin de journée. Gardy décide de monter une opération sur Tlemcen afin de mettre de Pouilly hors d'état de nuire. Le colonel Argoud souhaiterait les employer tout d'abord afin d'assaillir Mers el-Kébir, Querville étant jugé peu sûr, mais Gardy craint que l'état de fatigue des deux régiments ne soit trop important. En effet, ils ont rallié l'Oranie à marche forcée (1 200 kilomètres en deux jours) et Gardy souhaite les ménager en vue de l'assaut sur Tlemcen. Les deux régiments doivent se porter à l'aube sur Tlemcen. Ils ont pour ordre d'éviter à tout prix, selon les recommandations de Challe, une effusion de sang, sauf impossibilité absolue. Ils doivent laisser, si cela devait se produire, l’initiative de l’ouverture du feu aux forces gouvernementales[réf. nécessaire]. Gardy tente également de faire enlever Jean-Marcel Jeanneney, ministre de l'Industrie alors présent à Saïda, mais il n'y parvient pas par manque de troupes sûres[source insuffisante].
Le 24 avril, les régiments de paras s'avancent vers Tlemcen. Le colonel Masselot part en hélicoptère pour tenter une démarche personnelle auprès du général de Pouilly. Ce dernier accepte d'aller rencontrer Challe à Alger et part en hélicoptère. L'assaut sur Tlemcen est suspendu. Parallèlement, le colonel Brothier révèle son double jeu et retire son soutien aux généraux putschistes, ce qui prive le général Gardy de son service d'ordre, le 1er régiment étranger. De Bauny, malgré son soutien aux rebelles, refuse de remplacer Brothier dont il est l'adjoint, ne voulant pas manquer de fidélité à son supérieur direct. Argoud et Gardy prennent alors la décision de capturer la base navale de Mers el-Kébir le lendemain[réf. nécessaire].
Le 25 avril, le général Perrotat — que Brothier a refusé d'arrêter, malgré l'ordre qui lui est donné par Argoud — s'auto-proclame commandant en chef du Corps d'Armée d'Oran, en l'absence de de Pouilly et en sa qualité de général le plus gradé et le plus âgé. Malgré ses sympathies pour le putsch et les promesses qu'il a fait au général Gardy, son communiqué ne fait pas mention de sa soumission au général Challe et à l' « autorité de fait » d'Alger. En raison de l'insoumission de deux compagnies du 14e régiment de chasseurs parachutistes, l'opération sur Mers-el-Kébir est annulée. Le général Gardy en rend compte au général Challe qui lui ordonne de revenir à Alger avec le 14e RCP et le 18e RCP. Les rebelles sont accompagnés des éléments les plus compromis parmi les civils et les officiers de la Marine. Apprenant la reddition de Challe et la reprise du contrôle d'Alger par les troupes gouvernementales, la colonne se disperse. Le général Gardy et le colonel Argoud passent dans la clandestinité[réf. nécessaire].
Le 11 juillet 1961, le Haut Tribunal militaire le condamne à mort par contumace.

### Direction de l'OAS
À la suite de l'échec du putsch, il s'engage dans l'Organisation de l'armée secrète, comme beaucoup d'autres officiers rebelles. Il se voit confier le commandement de l'OAS d'Alger par le général Salan. Il reçoit le colonel Godard comme adjoint, et a notamment sous ses ordres le colonel Jean Gardes, chargé de l'Organisation des MassesInterprétation abusive ?.
Le général Jouhaud arrêté le 24 mars 1962, le général Gardy annonce le remplacer à la tête de l'OAS en Oranie. Après l'arrestation du général Salan le 20 avril 1962, Gardy annonce à la radio pirate d'Oran (le seul émetteur de l'OAS) qu'il prend sa place au sommet de l'organigramme, mais le commandement est également revendiqué par Jean-Jacques Susini. Dans les faits, le général Gardy n'exercera un contrôle complet que sur l'OAS d'Oran.
Le 5 juin 1962, une opération de grande envergure a lieu à Mostaganem pour capturer Gardy et ses adjoints, mais elle se solde par un échec retentissant[réf. nécessaire].
En juin 1962, à la suite de la réussite des négociations entre Jean-Jacques Susini avec le Front de libération nationale (représenté par Chawki Mostefaï) et le gouvernement français, l'OAS d'Alger obtient un accord de cessez-le-feu. Susini, ralliant alors les soutiens naturels de Gardy, envoie à Oran le colonel Dufour pour servir de médiateur avec l'OAS d'Oran. Les négociations avec Gardy, sollicité à la fois par Dufour mais également par une partie de ses hommes qui souhaitent négocier avec le FLN et le gouvernement, tournent toutefois court. L'isolement de la ville explique en partie ce jusqu'au-boutisme, mais c'est surtout l'existence de différentes tendances — contrairement à Alger — qui bloquent la médiation. Le « Clan des Oranais », comme on surnomme l'état-major civil de Gardy, a trop été impliqué dans les ratonnades pour espérer la clémence gouvernementale ; qui plus est, il peut compter sur des ressources financières considérables, fruits de multiples braquages, ainsi que sur de nombreuses réserves d'armes et d'explosifs, et surtout sur l'émetteur-pirate, seul moyen d'expression de l'OAS à Oran.
Le 26 juin, Dufour fait une allocution qui prend la forme d'une reddition sans condition de l'OAS d'Oran, semblant vouloir forcer la main aux Oranais. Le 28, Gardy ordonne à ses commandos d'appliquer la tactique de la terre brûlée, faisant sauter notamment une banque, un bureau de poste, le siège de l'EGA ; cette tactique semble être un moyen de forcer la main au FLN, mais celui-ci, à une semaine du 1er juillet ne cède pas. Les commandos ont également détruit le centre d'amplification des télécommunications d'Oran ; ce dernier attentat coupe Oran du monde, que ce soit au niveau des communications civiles ou militaires, ce qui donne aux derniers éléments de l'OAS une avance de plusieurs heures dans leur fuite finale. Gardy et le clan des Oranais partent ensuite vers l'Espagne, tandis que Dufour s'oppose aux destructions qui doivent continuer.
En novembre 1962, le journal Appel de la France publie un communiqué du général Gardy annonçant « le ralliement sans réserve au CNR des éléments combattants de l'ancienne OAS Algérie ». Le général Gardy est présenté comme vice-président du « Conseil National de la Résistance » dans le même mois. En mai 1963, Gardy passe la main à Pierre Sergent, le président Georges Bidault ayant été de son côté expulsé au Brésil le mois précédent.

### Fin de vie
Il s'exile en Argentine en 1963 avec toute sa famille. Sa fille Nicole Bésineau, compagne de Roger Degueldre, est en effet elle aussi condamnée à mort.[réf. nécessaire]. L'Argentine leur offre alors des terres à Misión Tacaaglé, dans la région de Formosa, près du Paraguay. Il vit durant plusieurs années à Rosario.
Le général Gardy est amnistié en vertu de la loi du 24 juillet 1968.
Le 26 octobre 1975, il meurt dans un accident de voiture dans une collision avec un train à un passage à niveau non sécurisé.

## Écrits notables
- Memento personnel sur les événements d’avril 1961, écrit en juin 1961, notes personnelles publiées dans les Bulletin no 28 et no 29 de l'association des amis de Raoul Salan en 2011.

Il y donne sa vision sur les motivations et les méthodes du putsch des généraux : 

« En fait, il ne s’agit pas d’un coup d’état fasciste. A plusieurs reprises, Challe affirmera avec force : « Je suis un démocrate », ce que, d’ailleurs, chacun sait. Mais il s’agit bien d’un coup d’état et la chute du régime est bien escomptée. C’est d’ailleurs indispensable si on veut sauver l’Algérie. Il est indispensable et Challe aurait été un imbécile s’il avait pensé, après les expériences antérieures, croire, comme il a été dit par la suite, qu’il comptait mener à bien l’achèvement de la pacification, le retour à la fraternité franco-musulmane, pour offrir à M. De Gaulle, sur un plateau d’argent, l’Algérie Française réalisée. Il sait bien que M. De Gaulle n’en voudrait pas, même sur un plat d’or. 
En fait, je crois, sans qu’il ne l’ai dit expressément, qu’il compte en effet, se faisant une sorte de proconsul en Algérie, reprendre et achever jusqu’au succès complet la lutte contre le FLN, en ajoutant, ce qui n’a jamais pu être fait, l’action politique sur les masses musulmanes à l’action militaire, en affirmant nettement et définitivement l’Algérie Française dans la fraternité et la promotion musulmane. [...] 
Reste la question des appuis extérieurs, politiques et économiques. Rien de précis je crois, mais peut-être certaines personnalités ont-elles plus ou moins promis des concours. Le tout réside dans un succès net et ample qui annoncera aux puissances en question la chute prochaine du régime et son remplacement par les amis. Ceci non plus n’est pas dit nettement mais ressort de l’entretien.
Si les intentions générales sont un peu brumeuses, les méthodes et la tactique sont nettes : tout faire pour éviter une effusion de sang. Ne pas faire appel à l’insurrection armée des civils, réduire au minimum les manifestations, rallier les hésitants par la persuasion ou l’intimidation »

Il analyse également l'échec de la rébellion en les termes suivants : 

« Il y a eu chez le général Challe une énorme part d’illusion. Il ne s’est pas rendu compte à quel point le Commandement était contaminé par le gaullisme et, surtout, lâche devant les risques ; à quel point aussi le contingent était pourri par la propagande, les journaux, la radio, par une grande partie de ses jeunes officiers ou aspirants de réserve adhérents de l’UNEF.  A quel point aussi la réaction certaine de M. De Gaulle et ses premiers laïus à attendre à la TV produiraient, comme en janvier 1960, des effets désastreux.  
Par ailleurs, la persuasion et l’intimidation sur les généraux et les hauts fonctionnaires ne pourront avoir d’effet quand on verra l’indulgence avec laquelle vont être traités ceux d’Alger, selon les ordres formels de Challe. Dans ce qui précède sont les causes essentielles de l’échec rapide du mouvement, après un splendide succès initial. 
[...] il va sans dire que Challe et Zeller se [montrèrent] des plus réticents lorsque, conformément à la promesse faite au général Faure à mon départ, je leur parlais de la nécessité absolue d’envoyer dès que possible des unités para en métropole pour appuyer l’action de nos amis. « On verra, mais il est impossible de le prévoir pour le moment… ce serait très grave… enfin on en reparlera dans quelques jours… » »